# Lloret ratpenat de Sulawesi petit
El lloret ratpenat de Sulawesi petit (Loriculus exilis) és una espècie d'ocell de la família dels psitàcids que habita en zones boscoses i manglars de Sulawesi.